# Maulde (Francja)
Maulde – miejscowość i gmina we Francji, w regionie Hauts-de-France, w departamencie Nord.
Według danych na rok 1990 gminę zamieszkiwało 887 osób, a gęstość zaludnienia wynosiła 171 osób/km² (wśród 1549 gmin regionu Nord-Pas-de-Calais Maulde plasuje się na 601. miejscu pod względem liczby ludności, natomiast pod względem powierzchni na miejscu 662.).